# Rampa carbonatica
Il termine rampa carbonatica, in geologia e in particolare in sedimentologia, indica un sistema deposizionale marino dominato da sedimentazione carbonatica di origine prevalentemente autoctona e biogenica,, caratterizzato da pendenze molto blande procedendo dalla linea di costa verso il bacino (mediamente minori di 1°) e da una variazione molto graduale di ambiente sedimentario, da alta a bassa energia, in funzione della profondità. Le rampe si distinguono dalle piattaforme carbonatiche più note di ambiente tropico-equatoriale, in quanto qui non vi sono margini biocostruiti morfologicamente rilevati (ad esempio barriere coralline), né variazioni di pendenza (scarpate) significative. Questi sistemi di rampa possono essere anche a sedimentazione mista, terrigeno-carbonatica, e sono in generale contraddistinti da una produttività carbonatica meno sviluppata rispetto alle piattaforme carbonatiche reefoidi. Questa tipologia di sistemi è presente in tutte le fasi della storia della Terra in cui si sono avuti organismi viventi biocostruttori che hanno originato accumuli significativi di carbonato di calcio (dal Proterozoico in poi).

## Origine del modello di rampa
Fino agli anni 1970 del secolo scorso, i modelli deposizionali per i contesti a sedimentazione carbonatica di acqua bassa facevano riferimento soprattutto ad analoghi attuali come le Bahamas e la Florida, vere e proprie piattaforme carbonatiche caratterizzate da margini costituiti da barriere coralline (barrier reef) e da una parte interna lagunare a bassa profondità, con una morfologia tipicamente piatta alla sommità e un raccordo piuttosto ripido con il bacino, rappresentato da una scarpata morfologica accentuata lungo la quale i carbonati di acque basse vengono risedimentati; questo tipo di piattaforme, nella fase attuale, è caratterizzato da estesi fenomeni di aggradazione con crescita verso l'alto in funzione della produttività carbonatica della comunità biologica e dell'aumento del livello del mare, con un rilievo elevato rispetto ai fondali circostanti. L'avanzamento degli studi geologici, dai primi anni '70, dimostrò l'inadeguatezza di questo tipo di modello per la descrizione di svariati contesti a sedimentazione carbonatica biogenica di acque basse, con bassi gradienti  di pendenza e privi di un vero e proprio margine biocostruito verso mare, sia attuali sia fossili, e la necessità quindi di nuovi modelli. Questa tipologia di sistemi è descrivibile geometricamente come un piano inclinato ("rampa") verso bacino, su cui il materiale carbonatico prodotto dagli organismi viene redistribuito e accumulato da onde e correnti.

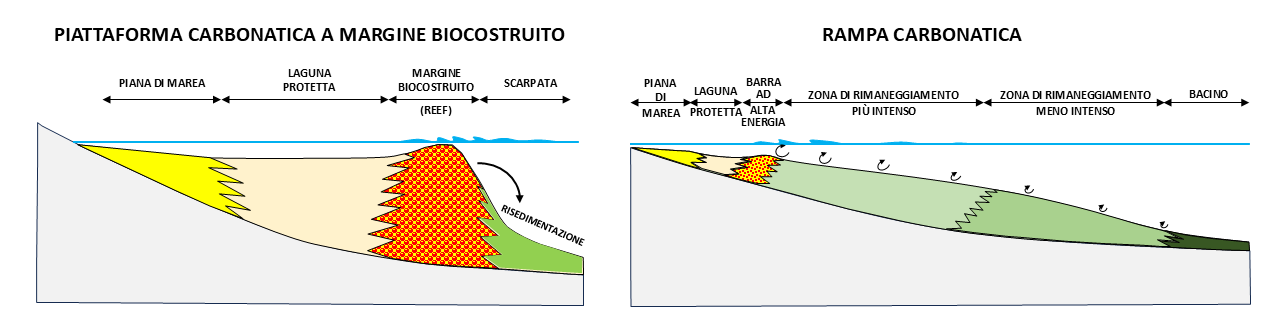
Rappresentazione schematica delle differenze tra una piattaforma carbonatica con margine biocostruito e una rampa carbonatica. La scala orizzontale varia da decine a centina di chilometri; la scala verticale varia da decine a centinaia di metri.

## Descrizione

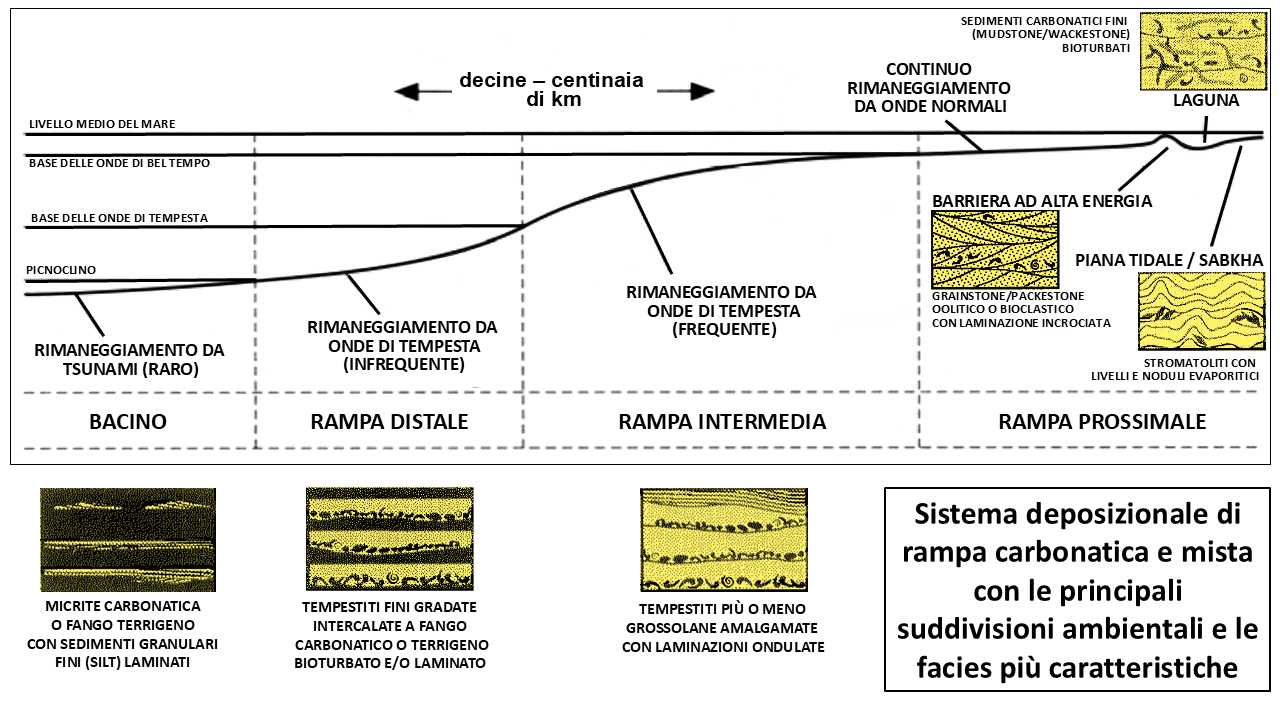
Schema che illustra le principali suddivisioni morfologiche e ambientali del sistema deposizionale di rampa carbonatica e mista.

Il termine "rampa", dai primi anni 1980, è utilizzato per descrivere una superficie deposizionale debolmente inclinata (generalmente inferiore a 1°), passante molto gradualmente verso bacino, senza rotture di pendenza, da un ambiente di bassa profondità agitato da onde e correnti a un ambiente più profondo a bassa energia. In questo modello, si hanno facies di barriera (spiaggia) ad alta energia molto vicino o coincidenti con la linea di costa, diversamente dalle piattaforme carbonatiche classiche in cui la barriera ad alta energia (in questo caso un reef) è ben distinta e sovente lontana dalla costa; la rampa carbonatica di fatto ha maggiori affinità con le piattaforme continentali a sedimentazione terrigena. Le rampe sono state ulteriormente suddivise in:
- omoclinali (homoclinal), con inclinazione costante;
- "distalmente ripide" (distally steepened), caratterizzate da una scarpata più ripida situata nel segmento distale di raccordo verso il bacino.

Negli anni 1980-1990, vari studi hanno consentito di suddividere il complesso di rampa in diversi segmenti, a seconda della profondità, della morfologia e caratterizzati da specifiche associazioni di facies deposizionale:
- Rampa prossimale (interna). È la zona soprastante la profondità di influenza delle onde normali (di bel tempo), quindi continuamente sottoposta all'azione delle onde e delle correnti costiere generate dal moto ondoso. Questo segmento è caratterizzato dalla presenza di sedimenti di barra ad alta energia, rappresentati da sedimenti granulari anche grossolani con laminazioni oblique e incrociate e frequenti superfici di erosione; sovente si formano alle spalle della barriera depositi di laguna protetta. Se l'influenza delle maree è elevata, si possono avere depositi di piana di marea, nelle cui parti più interne possono svilupparsi depositi stromatolitici.
- Rampa intermedia. La zona situata tra la base delle onde normali e la base delle onde di tempesta ordinarie. In questa zona si hanno evidenze di frequente rimaneggiamento da episodi di tempesta, con depositi prevalentemente granulari anche grossolani, caratterizzati da gradazione diretta[N 3] o da laminazione ondulata (hummocky).
- Rampa distale (esterna). Zona al di sotto del limite inferiore di influenza delle onde di tempesta ordinarie (ma ancora interessata delle onde di tempesta eccezionali). Sono comuni depositi fangosi, di natura terrigena o carbonatica, ma vi sono ancora depositi distali da tempesta, soprattutto nella parte più prossimale; nella parte più profonda possono svilupparsi condizioni di circolazione ristretta con scarsità di ossigeno al fondo. Nelle rampe "distalmente ripide" possono svilupparsi al piede della scarpata di raccordo col bacino fasce di detrito risedimentato dalle parti meno profonde della rampa.
- Bacino. Depositi prevalentemente fangosi, bioturbati o laminati, talora in condizioni anossiche, con rari episodi di tempesta distali.

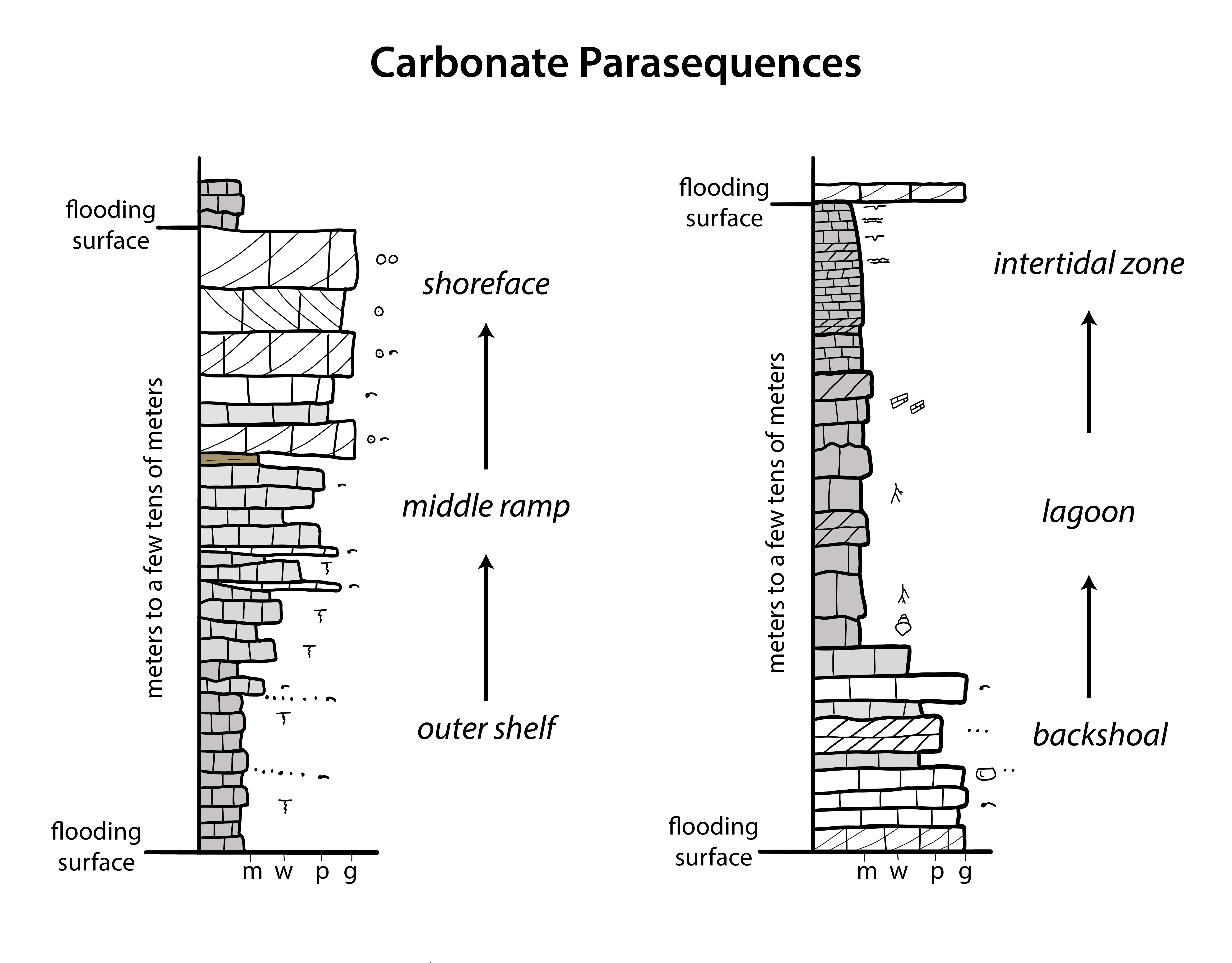
Espressione sedimentaria di rampa carbonatica. A sinistra un ciclo tipico, da rampa distale a bassa energia, a intermedia, a prossimale ad alta energia. A destra un ciclo in posizione più interna, verso terra, nel quale è sviluppata la parte di retro-barriera (backshoal). Legenda: m=mudstone; w=wackestone; p=packestone; g=grainstone (vedi Classificazione di Dunham).

L'espressione litostratigrafica tipica di successioni di rampa carbonatica o mista è costituita da cicli asimmetrici shallowing upward in cui alla base abbiamo depositi fangosi carbonatici a supporto di matrice (mudstone/wackestone) o terrigeni (argille/marne), espressione di ambiente di bacino e rampa distale, passanti verso l'alto a depositi sempre più carbonatici e a supporto clastico (packestone), con livelli caotici o gradati di tempestiti (rampa intermedia). A questi seguono depositi di alta energia packestone/grainstone oolitici e bioclastici, talora  oncolitici) di barra con laminazioni oblique e incrociate (cross bedding), o anche piccole biocostruzioni, espressione di rampa prossimale.
Possono seguire verso l'alto sedimenti carbonatici fini bioturbati di laguna, eventualmente con stromatoliti.
Il passaggio al ciclo successivo è in genere brusco con la comparsa di nuovi sedimenti fini bacinali o di rampa esterna con tempestiti, che indicano un nuovo approfondimento dell'ambiente.
Questi termini possono essere diversamente declinati a seconda dei fattori prevalenti nel sistema deposizionale: onde, maree o tempeste, e anche del tipo di comunità biologica e dell'energia complessiva dell'ambiente.
In molti casi, le successioni di rampa sono costituite dalla sovrapposizione di diverse successioni cicliche (parasequenze) di rampa come quelle descritte,. che possono presentare pattern di progradazione, retrogradazione o aggradazione a seconda dell'interazione tra produzione di sedimento carbonatico, variazione relativa del livello marino e spazio disponibile per la sedimentazione (accomodation).

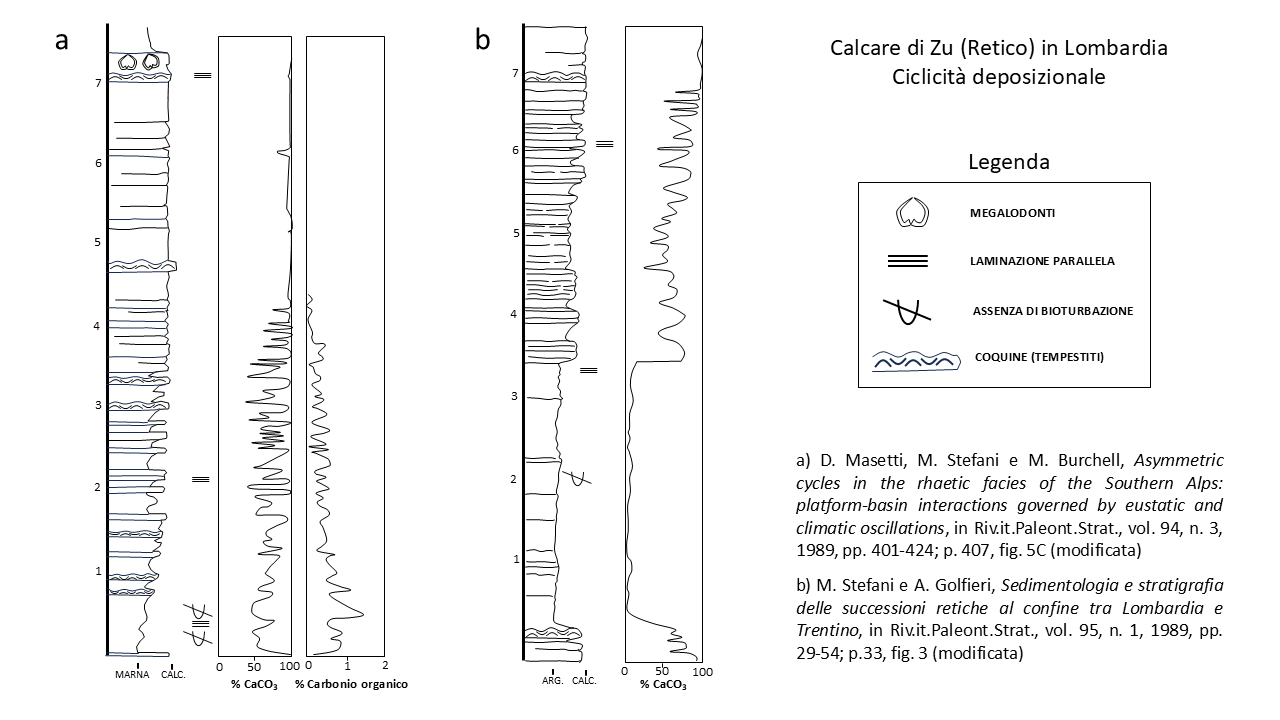
Schema che illustra due esempi di cicli deposizionali di rampa carbonatica entro il Calcare di Zu (Triassico superiore, Lombardia). Scala in metri. Sono riportate, in forma di curve continue, misure di carbonato di calcio e carbonio organico eseguite lungo il profilo stratigrafico dei due cicli, dei quali è apprezzabile la configurazione asimmetrica. La base dei cicli è costituita da argille e/o marne ad elevato contenuto di materia organica, sedimentate su fondale anossico (bioturbazione assente); il contenuto in carbonato e la presenza di fossili, oltre che l'energia del mezzo (indicata dalla presenza di laminazioni e tempestiti), tendono ad aumentare verso l'alto. Il passaggio al ciclo successivo è brusco, con la comparsa improvvisa di argille o marne, talora con lumachelle a molluschi (tempestiti). Referenze nell'immagine.

## Storia geologica
I carbonati di rampa sono presenti in tutti i principali periodi geologici della Terra in cui vi sono stati organismi viventi in grado di determinare depositi di carbonato di calcio, per precipitazione biologicamente indotta o biologicamente controllata. Queste condizioni sono verificate almeno dall'inizio del Proterozoico.
Nel Precambriano i carbonati di rampa sono rappresentati quasi esclusivamente da stromatoliti, sia in contesti di acque basse che relativamente profonde. Nel Paleozoico inferiore (Cambriano e Ordoviciano), le comunità di produttori di carbonato si differenziano notevolmente, e archeociati, crinoidi, briozoi giocano un ruolo importante accanto a organismi produttori di fango carbonatico non identificati. Nel Siluriano e nel Devoniano risultano dominanti tetracoralli e stromatoporoidi. Nel Carbonifero e nel Permiano, sono costituiti in larga misura da fango carbonatico, stromatoliti e alghe calcaree, anche se briozoi, crinoidi e foraminiferi bentonici (fusulinidi) possono essere localmente importanti.
Nel Triassico, dopo l'estinzione di massa permo-triassica, tendono sempre a prevalere gli accumuli di fango carbonatico (mud mounds), localmente affiancati, soprattutto nel Triassico superiore, da coralli, bivalvi (megalodontidi) e crinoidi. Nel Giurassico sono dominanti le comunità a coralli, stromatoporoidi e alghe stromatolitiche, e risultano molto diffuse le facies oolitiche, di precipitazione abiotica. Nel Cretaceo si assiste a una nuova differenziazione ed espansione delle comunità di acque basse produttrici di carbonato (coralli, alghe calcaree, macroforaminiferi); le rudiste assumono notevole importanza nei contesti di rampa, con forme differenziate per i settori di rampa prossimale e i settori protetti di laguna.
Dopo l'estinzione di massa cretaceo-paleogenica, le comunità di piattaforma e rampa si espandono di nuovo gradualmente con alghe, foraminiferi (ad esempio i nummulitidi), coralli, molluschi ed echinodermi.  Le comunità di rampa attuali sono diffuse soprattutto in acque temperato-fredde, dove i reef non riescono a svilupparsi per la limitata produttività carbonatica.
In generale, nel Fanerozoico i carbonati di rampa appaiono svilupparsi soprattutto in periodi in cui le comunità di acque basse produttrici di carbonato hanno subito crisi biologiche (soprattutto quindi in periodi immediatamente seguenti importanti estinzioni di massa).

### Esplicative
1. ↑  Cioè di origine locale, non trasportato, o con trasporto limitato da altri siti per opera di agenti erosivi quali onde e correnti.
2. ↑  Derivato dall'attività di organismi viventi.
3. ↑  Diminuzione graduale della granulometria verso l'alto.
4. ↑  Tendenza alla diminuzione verso l'alto della profondità
5. ↑  la terminologia fa riferimento alla classificazione di Dunham per le rocce sedimentarie carbonatiche
6. ↑  laminazioni da onda e da corrente; in caso di forte influenza mareale, anche bidirezionali e alternati a episodi di decantazione.
7. ↑  L'attività biologica e il metabolismo di alcuni organismi viventi sono in grado di modificare le condizioni fisico-chimiche delle acque fino a causare la precipitazione di carbonato di calcio; un tipico esempio è la fotosintesi clorofilliana delle alghe verdi e rosse e dei cianobatteri, che sottraendo CO2 al sistema favorisce la precipitazione di CaCO3.
8. ↑  Il carbonato in questo caso viene dalle strutture mineralizzate costruite direttamente dagli organismi (ad esempio i coralli)

### Bibliografiche
1. ↑  Burchette e Wright (1992), pp. 4-5, tab. 1.
2. ↑  Nichols (2009), pp. 237-238, fig. 15.15.
3. 1 2  Nichols (2009), p. 237.
4. ↑  Burchette e Wright (1992), p. 8.
5. ↑  Nichols (2009), p. 368.
6. ↑  Burchette e Wright (1992), p. 12, fig.6.
7. 1 2  Burchette e Wright (1992), p. 5.
8. ↑  Burchette e Wright (1992), p. 6, fig. 1 & p. 8, fig. 3, modificate.
9. ↑  Burchette e Wright (1992), pp. 6-11, fig. 1, 3.
10. ↑  Burchette e Wright (1992), pp. 7-11, fig. 2, 4.
11. ↑  Burchette e Wright (1992), p.8.
12. ↑  Burchette e Wright (1992), p. 34, fig. 13.
13. ↑  Burchette e Wright (1992), pp. 13-14, fig. 6.
14. ↑  Burchette e Wright (1992), pp. 13-15, fig. 6.
15. ↑  Burchette e Wright (1992), p. 15, fig. 6.
16. ↑  Burchette e Wright (1992), pp. 15, fig. 6.
17. ↑  Burchette e Wright (1992), p. 11, fig. 5.